# Rapport Charney
Vous lisez un « bon article » labellisé en 2023.
Le rapport Charney, de son vrai titre Carbon Dioxide and Climate: A Scientific Assessment, est un rapport scientifique américain publié en 1979, qui annonce un réchauffement climatique résultant de l'émission de gaz à effet de serre par l'usage humain des combustibles fossiles.
Alors que les premières modélisations climatiques prévoient une hausse de la température de surface moyenne, la Maison-Blanche demande au président de l'Académie nationale des sciences d'évaluer la robustesse scientifique de ces modèles. La mission est confiée au météorologue Jule Charney, qui rassemble huit autres chercheurs de renom en climatologie.
Ils concluent que les projections des modèles — notamment ceux de Syukuro Manabe et James E. Hansen — sont conformes aux connaissances scientifiques sur les processus physiques gouvernant le système climatique, qui indiquent que l'humanité modifie le climat par l'intermédiaire de l'effet de serre. Leur estimation à 3 °C (±1,5 °C) de la sensibilité climatique à l'équilibre n'a pas été contredite — seulement resserrée — dans les quarante ans qui ont suivi, en dépit de l'amélioration des connaissances scientifiques.
La publication du rapport Charney est considérée comme une étape marquante de l'histoire de la connaissance du changement climatique.

## Contexte
Le mécanisme de l'effet de serre et le rôle de gaz à effet de serre du dioxyde de carbone (CO2), notamment émis par l'humanité par la combustion des énergies fossiles, sont connus depuis le XIXe siècle. Au milieu du XXe siècle, un nombre croissant de chercheurs prévoient que les émissions anthropiques de gaz à effet de serre vont engendrer une élévation de la température atmosphérique de surface moyenne. Dans les années cinquante, les travaux de Roger Revelle et Hans Suess ont établi que l'océan était un moindre puits de carbone qu'estimé jusqu'alors puis, la décennie suivante, les premiers résultats des mesures effectuées par Charles Keeling ont montré une hausse de la concentration atmosphérique en CO2 (courbe de Keeling),,.
En 1975, Wallace Broecker popularise dans un article de Science le terme « global warming » (« réchauffement mondial ») et prévoit pour le XXIe siècle des températures plus élevées, inédites depuis mille ans ; il s'appuie notamment pour cela sur les premières modélisations numériques du climat, apparues dans les années soixante,,. Deux ans plus tard, l'Académie nationale des sciences publie un rapport médiatisé, intitulé Energy and Climate, qui met en garde contre un réchauffement dès le XXIe siècle, qui pourrait atteindre 6 °C en moyenne d'ici la fin du XXIIe siècle, en raison de l'usage des combustibles fossiles ; il appelle à accroître la recherche scientifique sur le sujet pour réduire les incertitudes,,,. 
Dans les années 1970, la capacité humaine à influer sur le climat est largement admise et la communauté scientifique se penche de manière croissante sur la possibilité d'un réchauffement global. Toutefois, ce dernier, alors imperceptible, ne fait pas l'objet d'un consensus clair. L'hypothèse d'un refroidissement global dû aux émissions anthropiques d'aérosols circule également, y compris dans les médias à destination du grand public où elle est popularisée par Reid Bryson,,.
Par ailleurs, les travaux scientifiques sur le climat s'inscrivent dans la montée en puissance de l'environnementalisme — les préoccupations de la société vis-à-vis de l'influence humaine sur l'environnement, notamment aux États-Unis,. Enfin, la décennie soixante-dix est marquée à l'échelle mondiale par des sécheresses, sources de famines, et par une envolée des prix alimentaires, soulignant en creux l'importance du climat pour l'agriculture ; elle est également le théâtre du premier choc pétrolier, qui conduit le président américain Jimmy Carter à envisager un accroissement de la production nationale de combustibles fossiles et à créer le département de l'Énergie,,.

## Genèse

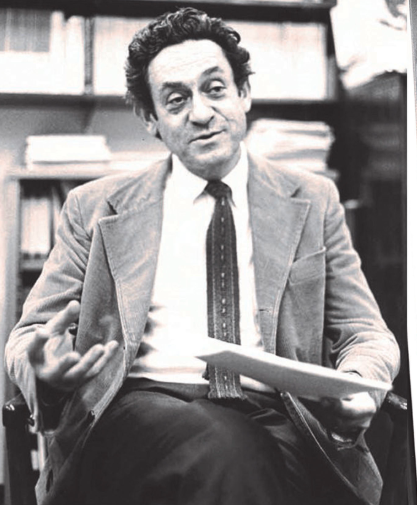
Jule Charney, président du Ad Hoc Study Group on Carbon Dioxide and Climate. Photographie de 1978.

En 1977, le département de l'Énergie des États-Unis prépare un programme de recherche sur le CO2, et demande au comité JASON, un groupe de scientifiques qui conseille le département de la Défense, de produire un rapport à ce sujet. Les membres de JASON, bien qu'ils ne soient pas climatologues, s'intéressent alors à l'influence des émissions de CO2 sur le climat à l'aide d'un modèle climatique qu'ils conçoivent : ils cherchent à estimer la sensibilité climatique à l'équilibre, c'est-à-dire l'ampleur du réchauffement provoqué par un doublement de la concentration atmosphérique en CO2 par rapport à sa valeur préindustrielle. Ils aboutissent à la conclusion d'une sensibilité climatique de 2,4 °C, potentiellement génératrice de conséquences économiques et sociales négatives. Ces résultats sont cohérents avec les précédentes estimations obtenues par des modèles de circulation générale mais, ainsi que le soulignent les historiens des sciences Naomi Oreskes et Erik M. Conway, l'entregent politique des membres du comité JASON confère au rapport une certaine autorité,,.
L'un des auteurs du rapport, Gordon MacDonald, accompagné du militant écologiste Rafe Pomerance, rencontre le conseiller scientifique de Jimmy Carter et président de l'Office of Science and Technology Policy, Frank Press, pour lui en présenter les conclusions,. Ce dernier écrit le 22 mai 1979 au président de l'Académie nationale des sciences, Philip Handler, pour demander une étude établissant le degré de robustesse scientifique des modèles climatiques,.
Philip Handler demande à Jule Charney, météorologue et modélisateur de renom affilié au Massachusetts Institute of Technology (MIT), de présider un groupe de travail sur le sujet. Jule Charney s'entoure de huit autres scientifiques réputés, qui composent ainsi le « Ad Hoc Study Group on Carbon Dioxide and Climate » (groupe ad hoc d'étude du dioxyde de carbone et du climat) : Akio Arakawa, D. James Baker, Bert Bolin, Robert E. Dickinson, Richard M. Goody, Cecil Leith, Henry Stommel et Carl Wunsch,,.

## Élaboration et conclusions
| - Syukuro Manabe (ici en 2018). - James E. Hansen (ici en 2005). |

Le 23 juillet 1979, accompagnés de leurs familles, les neuf scientifiques se retrouvent à Woods Hole, sur la côte du Massachusetts, où l'Académie nationale des sciences possède un centre de conférences. Sont également présents, comme observateurs, des membres de plusieurs agences fédérales et des employés du Conseil national de la recherche, qui supervise la conception du rapport. Après un travail en commun à Woods Hole du 23 au 27 juillet et des échanges supplémentaires entre membres au cours des semaines suivantes, le groupe remet un rapport de 22 pages intitulé Carbon Dioxide and Climate: A Scientific Assessment (« Dioxyde de carbone et climat : une évaluation scientifique »).
Jule Charney décide d'examiner non seulement le modèle du comité JASON, mais également les modèles de circulation générale tridimensionnels, plus perfectionnés, de Syukuro Manabe (Geophysical Fluid Dynamics Laboratory, GFDL, rattaché à la National Oceanic and Atmospheric Administration, NOAA) et James E. Hansen (Goddard Institute for Space Studies, GISS, rattaché à la NASA) : le premier est parvenu à des estimations de la sensibilité climatique à l'équilibre entre 2 °C et 3 °C, quand le second a abouti à des valeurs proches de 4 °C. Les deux chercheurs sont invités par les scientifiques à présenter le fonctionnement de leurs modèles ; la différence entre leurs estimations s'explique notamment par des divergences de modélisation de certains phénomènes physiques, par exemple la boucle de rétroaction positive provoquée par la fonte de la cryosphère (baisse d'albédo),,,.
Les modèles procèdent tous, par définition, à une simplification de la physique complexe du climat, et des incertitudes demeurent, par exemple sur l'effet rétroactif dominant des nuages (en fonction de leur altitude) ou sur les interactions entre couche superficielle des océans et thermocline, aussi les chercheurs emmenés par Jule Charney passent-ils en revue toutes les boucles de rétroaction négative qui pourraient, en présence d'une hausse de la concentration atmosphérique en CO2, contrecarrer le réchauffement provoqué par l'effet de serre qu’annoncent les modélisations. Comme ils l'écrivent eux-mêmes dans le rapport, « [nous] avons conclu que les simplifications excessives et les inexactitudes des modèles ne remettent vraisemblablement pas en cause la conclusion principale selon laquelle un réchauffement appréciable aura lieu, ». Le document conclut ainsi à une estimation de la sensibilité climatique à l'équilibre de 3 °C avec une marge d'erreur de ±1,5 °C (de 1,5 °C à 4,5 °C, donc),,. Les auteurs soulignent par ailleurs — et cette prévision s'avère par la suite correcte — que l'océan, par sa capacité à absorber la chaleur, est susceptible de retarder de plusieurs décennies le réchauffement perceptible de l'atmosphère pour un niveau donné d'émissions de CO2, : « Il est possible que nous ne recevions pas d'avertissement avant que la quantité de CO2 ne soit telle qu'un changement climatique sensible devienne inévitable,. »

## Postérité
Les conclusions du rapport Charney ont depuis été confirmées par de nouvelles séries de données instrumentales, par des comparaisons avec les climats passés et par des modèles informatiques plus sophistiqués,,. Notamment, la marge d'erreur estimée par le rapport pour la sensibilité climatique à l'équilibre (1,5 °C à 4,5 °C) est identique à celle évaluée par le cinquième rapport d'évaluation du GIEC et sa valeur centrale (3 °C) est identique à celle produite par le premier volet du sixième rapport d'évaluation du GIEC, publié en 2021, qui conclut à une marge d'erreur resserrée,.
Le rapport Charney n'apporte pas de connaissance scientifique nouvelle sur le changement climatique, mais il atteste de la robustesse scientifique des modèles climatiques, qui s'appuient sur une bonne compréhension des phénomènes physiques, et témoigne d'un consensus croissant dans la communauté scientifique, au moment de sa publication, quant à un futur réchauffement du climat,,,,. Néanmoins, la connaissance du changement climatique demeure théorique et les modèles informatiques ne convainquent pas tous les chercheurs ; les premières preuves matérielles du réchauffement ne sont disponibles qu'une décennie plus tard, avec notamment la reconstitution des climats passés par Jean Jouzel et Claude Lorius grâce aux carottes de glace de l'Antarctique,,.
La publication du rapport Charney, en 1979, est relatée par Science, qui titre : « CO2 in Climate: Gloomsday Predictions Have No Fault » (traduisible par : « CO2 et climat : les prévisions catastrophiques sont dénuées d'erreur »), ; le rapport circule dans les milieux scientifiques et économiques, sans pour autant conduire à des actions politiques de réduction des émissions de gaz à effet de serre,,.
L'année 1979 est considérée comme l'une des dates majeures de l'histoire de la connaissance du réchauffement climatique d'origine anthropique du fait de la publication du rapport et de l'organisation concomitante de la Première Conférence mondiale sur le climat par l'Organisation météorologique mondiale (OMM). Elle précède de neuf ans la création du Groupe d'experts intergouvernemental sur l'évolution du climat (GIEC), notamment à l'initiative de Bert Bolin, l'un des auteurs du rapport Charney,,,,.